# فوکوروکوجی

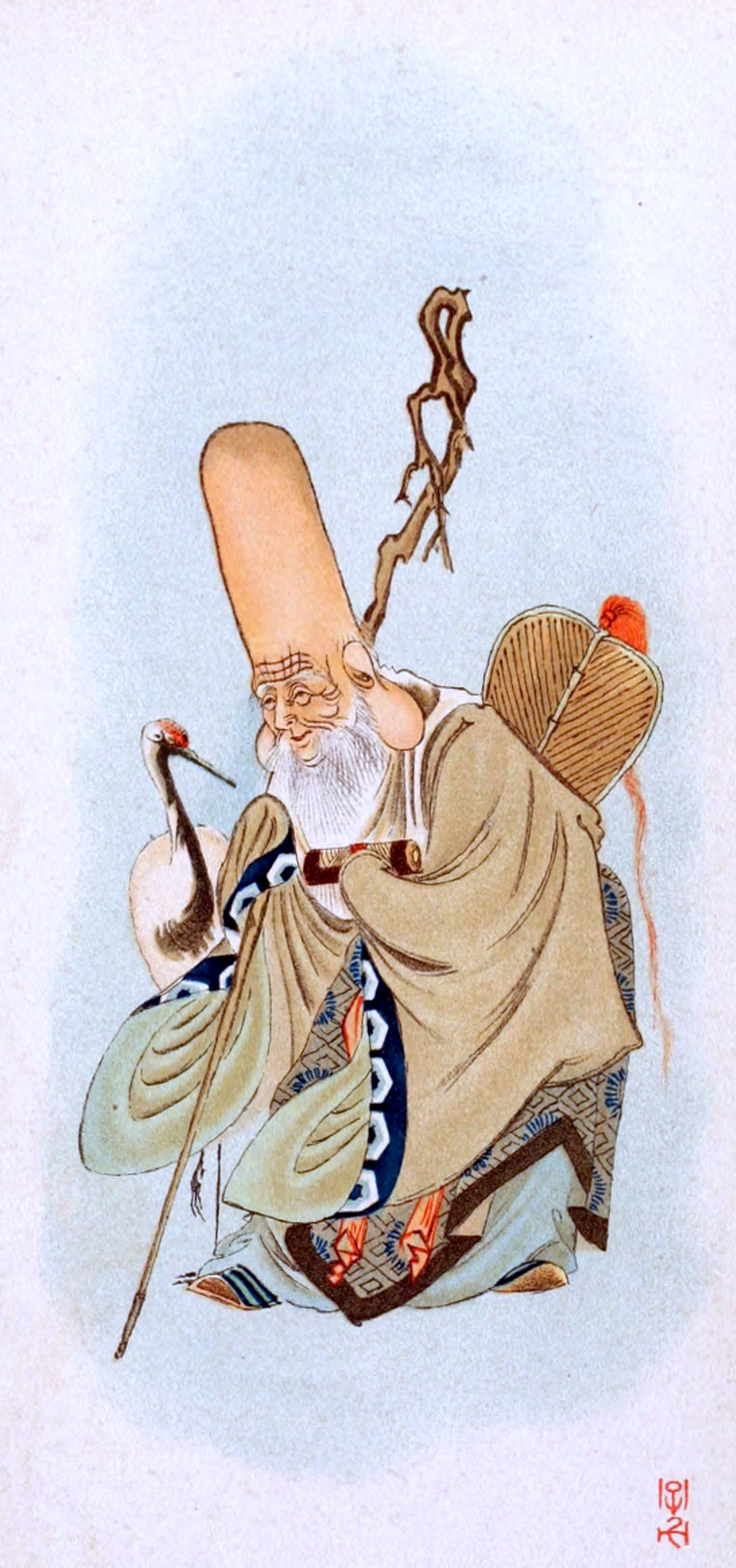
فوکوروکوجو

در ژاپن، فوکوروکوجی یا فوکوروکوجین یا فوکوروکوجو (福禄寿) (از کلمه ژاپنی فوکو، به معنای: «شادی»؛ روکو، به معنای «ثروت»؛ و جو، به معنای «طول عمر») یکی از هفت خدای بخت و اقبال در اساطیر ژاپن است. تئوری‌های موجود در مورد او حکایت از این دارند که که او همتا یا همگون ژاپنی خدایان سه ستاره یا فولوشو (Fulushou)در چین می‌باشد، و هر دوی آن‌ها یک نوع الوهیت را تداعی می‌کنند. بدین ترتیب این ایزد، اغلب همانند شو، خدای ستاره چینی بنظر می‌رسد که مرتبط با خدای عقل و دانش و طول عمر می‌باشد. بنا به گفتهٔ برخی، وی پیش از رسیدن به مقام الوهیت، یک زاهد گوشه‌نشین چینی از سلسله سونگ و تناسخی از خدای تائوئیستها، خوانو، محسوب می‌شد. گفته شده‌است که وی در دورانی که به شکل انسان تجسم یافته بود، همان سن نین بود؛ فیلسوفی که می‌توانست بدون غذا خوردن به حیات خویش ادامه دهد.
او گاهی با جوروجین، که در بعضی روایات نوه فوکوروکوجو می‌باشد، و در برخی دیگر از روایات، همان تجسم انسانی فوکوروکوجو است، اشتباه گرفته می‌شود.
وی در اغلب پرتره‌های موجود، معمولاً به صورت مرد بی مو و کله طاسی با سبیل بلند به تصویر کشیده می‌شود. گفته می‌شود که او تجسم ستاره قطبی است. در بسیاری از تصاویر، فوکوروکوجو با یک پیشانی غیرطبیعی و بلند به تصویر کشیده شده‌است. همچنین در تصاویر موجود از او، کتاب مقدس حاوی طول عمر تمامی افراد روی زمین، به چوبدستی او گره خورده‌است یا یک کتاب جادویی همراه اوست.
وی توسط یک درنا یا لاک‌پشت که نماد طول عمر در نظر گرفته می‌شود، همراه است. همچنین گاهی نیز، ممکن است او با یک گوزن سیاه همراه باشد. (افسانه‌های باستانی می‌گویند که گوزنی که بیش از ۲۰۰۰ سال عمر کند، به رنگ سیاه درمیاید)
فوکوروکوجی، در میان هفت خدای بخت و اقبال، تنها خدایی است که توانایی زنده ساختن یا احیای مردگان را دارد.

## شرح
فوکوروکوجی یا فوکوروکوجین، خدای طول عمر و خردمندی است و به هیئت انسانی دارای سر دراز و تنه و پاهای کوتاهتر از سر ترسیم می‌شود. او را پیامبر و فیلسوفی چینی می‌دانند و چنین می‌نماید که فوکوروکوجی خدایی کاملاً ژاپنی نیست.